# Bojnurd
Bojnurd este un oraș din Iran.